# Iván Contreras
Iván Alejandro Contreras Araya (El Salvador, Diego de Almagro, Región de Atacama, 26 de julio de 2001) es un futbolista chileno. Juega de defensor Central y su equipo es el AC Barnechea de la Primera B de Chile.

## Estadísticas
| Club             | Div.       | Temporada  | Liga  | Liga  | Copas nacionales | Copas nacionales | Torneos internacionales | Torneos internacionales | Total | Total |
| Club             | Div.       | Temporada  | Part. | Goles | Part.            | Goles            | Part.                   | Goles                   | Part. | Goles |
| ---------------- | ---------- | ---------- | ----- | ----- | ---------------- | ---------------- | ----------------------- | ----------------------- | ----- | ----- |
| Cobresal · Chile | 1.ª        | 2020       | 10    | 0     | —                | —                | —                       | —                       | 10    | 0     |
| Cobresal · Chile | 1.ª        | 2021       | 4     | 0     | 2                | 0                | —                       | —                       | 6     | 0     |
| Cobresal · Chile | 1.ª        | 2022       | 21    | 0     | 4                | 0                | —                       | —                       | 25    | 0     |
| Cobresal · Chile | 1.ª        | 2023       | 2     | 0     | 0                | 0                | —                       | —                       | 2     | 0     |
| Cobresal · Chile | 1.ª        | 2024       | 0     | 0     | 0                | 0                | —                       | —                       | 0     | 0     |
| Cobresal · Chile | Total club | Total club | 37    | 0     | 6                | 0                | 0                       | 0                       | 43    | 0     |
| Total club       | Total club | Total club | 37    | 0     | 6                | 0                | 0                       | 0                       | 43    | 0     |
| 1. 2.            |            |            |       |       |                  |                  |                         |                         |       |       |